# Why'd You Lie to Me
Why'd You Lie to Me – piosenka pop stworzona przez Anastacie, Damona Butlera, Canela Coksa, Grega Lawsona, T.J. Parkera, Damona Sharpe'a na drugi studyjny album amerykańskiej wokalistki Anastacii Freak of Nature. Piosenka została wydana jako trzeci singel promujący płytę dnia 9 września 2002. 

## Wydania i lista utworów
European CD 1
1. "Why'd You Lie to Me" [Album Version] 3:45
2. "Why'd You Lie to Me" [M*A*S*H Master Mix] 7:03
3. "Why'd You Lie to Me" [M*A*S*H Deep Club] 8:14
4. "Why'd You Lie to Me" [Kardinal Beats Mix] 4:31
5. "Why'd You Lie to Me" [Enhanced Video]

European CD 2
1. "Why'd You Lie to Me" [Album Version] 3:45
2. "Why'd You Lie to Me" [M*A*S*H Deep Club] 8:14
3. "Why'd You Lie to Me" [M*A*S*H Radio Mix]
4. "Why'd You Lie to Me" [Kardinal Beats Mix] 4:31
5. "Bad Girls" (with Jamiroquai) [Live at The Brits 2002]

European promo single
1. "Why'd You Lie to Me" [Album Version] 3:45

Spanish promo single
1. "Why'd You Lie to Me" [M*A*S*H Radio Mix]
2. "Why'd You Lie to Me" [Kardinal Beats Mix] 4:31
3. "Why'd You Lie to Me" [Album Version] 3:45

UK double CD single Set
CD1
1. "Why'd You Lie to Me" [Album Version] 3:45
2. "Why'd You Lie to Me" [M*A*S*H Radio Mix]
3. "Bad Girls" (with Jamiroquai) [Live at The Brits 2002]
4. "Why'd You Lie to Me" [Enhanced Video]

CD2
1. "Why'd You Lie to Me" [Album Version] 3:45
2. "Why'd You Lie to Me" [Omar's UK Kardinal Mix]
3. "Boom" [Album Version] 3:19
4. "Boom" [Enhanced Video]

US Edition Maxi Single
1. "Why'd You Lie to Me" [Album Version] 3:45
2. "Why'd You Lie to Me" [M*A*S*H Radio Mix]
3. "Why'd You Lie to Me" [Kardinal Beats Mix] 4:31
4. "Bad Girls" (with Jamiroquai) [Live at The Brits 2002]

UK promo 12" single (M*A*S*H Mixes)
A-side
1. "Why'd You Lie to Me" [M*A*S*H Master Mix] 7:03

B-side
1. "Why'd You Lie to Me" [M*A*S*H Deep Club] 8:14

UK 12" promo maxi single (Kardinal/Nu Soul Mixes)
A-side
1. "Why'd You Lie to Me" [Kardinal Beats Mix] 4:31
2. "Why'd You Lie to Me" [Kardinal Beats Instrumental] 4:31

B-side
1. "Why'd You Lie to Me" [Nu Soul DNB Mix] 6:38